# كارلوس مارتينيز مورينو
كارلوس مارتينيز مورينو (بالإسبانية: Carlos Martínez Moreno)‏ هو محامي وصحفي وكاتب وقانوني أوروغواياني، ولد في 1 سبتمبر 1917 في كولونيا ديل ساكرامنتو في الأوروغواي، وتوفي في 21 فبراير 1986 في مدينة مكسيكو في المكسيك.